# Ортутјова
Ортутјова (слч. Ortuťová) насељено је мјесто са административним статусом сеоске општине (слч. obec) у округу Бардјејов, у Прешовском крају, Словачка Република.

## Становништво
| Година:    | 1994. | 2004.   | 2014.    | 2024.    |
| ---------- | ----- | ------- | -------- | -------- |
| Број људи: | 199   | 203     | 174      | 216      |
| Разлика:   |       | +2,01 % | -14,28 % | +24,13 % |

| Година:    | 2023. | 2024.   |
| ---------- | ----- | ------- |
| Број људи: | 222   | 216     |
| Разлика:   |       | -2,70 % |

Према подацима о броју становника из 2024. године насеље је имало 216 становника.